# Solanum sturtianum
Solanum sturtianum är en potatisväxtart som beskrevs av Ferdinand von Mueller. Solanum sturtianum ingår i släktet skattor som ingår i familjen potatisväxter. Inga underarter finns listade i Catalogue of Life.